# Червената македонска книга
„Червената македонска книга“ с подзаглавие Орган на славянските народи е български вестник, излизал от 1908 до 1911 година в София, България.

## История
Директор е Михаил Шуманов, а редактор е П. Пандов. Печата се в печатниците „Независима България“, „Македония“ и „Балкан“ в тираж от 2000 броя.
| Годишнина | Броеве | Дата                        |
| --------- | ------ | --------------------------- |
| I         | 1 – 4  | декември 1908 – август 1909 |
| III       | 14     | април 1911 – май 1911       |

От брой 2 редактор и директор е Михаил Шуманов, а от следващия 3 брой Шуманов е главен редактор и директор. Вестникът е лист на македоно-одринската група „Млад македонски юнак“ и поддържа нейната платформа. Вестник „Червената македонска книга“ застъпва идеята за децентрализация на Турция, като по този начин се осигури общинско, окръжно и областно самоуправление, против присъединяването на областта Македония към България и разделението на Македония и Одринско. Подкрепя дясното крило на ВМОРО. Вестникът ратува за славянско обединение като способ за разрешаване на политическите стремежи на балканските славяни.
Към вестника излиза притурка Хвърчащ лист на Червената македонска книга, която се печата в печатница „Балкан“ в София и „Македония“ в Пловдив. Притурката представлява информационен лист, отпечатан на една страница. В нея предимно се публикуват телеграми на Кореспондентското бюро и репортажи от дописника си, а рядко и статии.